# Kudrinskaja (stacja kolejowa)
Kudrinskaja (ros. Кудринская) – stacja kolejowa w miejscowości Kudrinskaja, w rejonie mieszczowskim, w obwodzie kałuskim, w Rosji. Położona jest na linii Moskwa – Briańsk – Kijów.
Jedyna stacja kolejowa w rejonie mieszczowskim.

## Historia
Stacja powstała w czasach carskich pomiędzy stacjami Babynino i Suchiniczi.